# Who's the Boss? (álbum)
Who's the Boss? é o álbum de estreia da rapper americana, Antoinette, lançado em 1989 através da gravadora Next Plateau Entertainment. A produção foi feita por I.G. Off, Jay Ellis e o Ultramagnetic MCs. O álbum alcançou a 47° posição no Billboard R&B/Hip-Hop Albums. Vários singles como "Shake Rattle & Roll", "Baby Make It Boom" e "Who's the Boss" foram lançados do álbum, mas nenhum chegou às paradas.

## Faixas
1. "Shake, Rattle & Roll" - 4:39
2. "Go For What You Know" - 3:33
3. "Who's the Boss" - 3:25
4. "Watch the Gangstress Boogie" - 4:30
5. "This Girl is Off on Her Own" - 3:22
6. "Here She Comes" - 2:29
7. "Lights Out, Party's Over" - 3:36
8. "I'm Crying" - 3:54
9. "The Gangstress" - 3:53
10. "A is for Antoinette" - 3:16
11. "Baby Make it Boom" - 3:37